# Леонченко Микола Костянтинович
Микола Костянтинович Леонченко (25 серпня 1912, Корсунь — 20 грудня 1941, Кузнецьк) — радянський військовий льотчик, Герой Радянського Союзу (1940), в роки німецько-радянської війни командир ланки 85-го авіаційного полку Північно-Західного фронту.

## Біографія
Народився 25 серпня 1912 року в місті Корсуні (нині Корсунь-Шевченківський Черкаської області) в багатодітній селянській родині. Українець. Після закінчення у 1931 році семи класів Корсунської середньої школи № 1 працював на Корсунському і Стеблівському цегельних заводах. З 1933 року — червоноармієць Першої кавалерійської дивізії. У 1934 році проходив військову службу в Рязані та Севастополі, а через рік був направлений у військову авіаційну школу пілотів в Проскурові, яку закінчив у 1935 році і після її закінчення, служив в ній, а потім в Єйській військово-морської авіаційної школі інструктором-льотчиком. У 1938 році закінчив курси удосконалення командного складу.
Учасник Радянсько-фінської війни 1939–1940 років. Як командир ланки 85-го авіаційного полку (Північно-Західний фронт) капітан Микола Леонченко здійснив двадцять два бойових вильоти (з них дванадцять вночі) на бомбардування залізничних вузлів, портів, аеродромів, військово-промислових об'єктів противника; першим в полку застосував бомбометання з малих висот, провів дослідницьку роботу по сліпий посадці літака.
Указом Президії Верховної Ради СРСР від 7 квітня 1940 року «за зразкове виконання бойових завдань командування на фронті боротьби з фінською білогвардійщиною і проявлені при цьому відвагу і геройство» капітану Миколі Костянтиновичу Леонченку присвоєне звання Героя Радянського Союзу з врученням ордена Леніна і медалі «Золота Зірка» (№ 309).
У 1940–1941 роках працював у науково-дослідному інституті над впровадженням у серійне виробництво першого пікірувального бомбардувальника.
З грудня 1941 — на радянсько-німецькому фронті, був командиром 752 важкобомбардувальнолго авіаполку. Загинув 20 грудня 1941 у битві під Москвою. Похований у дитячому парку міста Кузнецька Пензенської області.

## Нагороди, пам'ять
Нагороджений орденом Червоного Прапора (15 січня 1940) та ордена Леніна (7 квітня 1940).
Його ім'я присвоєно середній школі № 1 та одній з вулиць Корсуня-Шевченківського.